# (7385) Aktsynovia
(7385) Aktsynovia (1981 UQ11) – planetoida z pasa głównego asteroid okrążająca Słońce w ciągu 3,7 lat w średniej odległości 2,39 j.a. Odkryta 22 października 1981 roku.